# Groß Polzin
Groß Polzin ist eine Gemeinde im Landkreis Vorpommern-Greifswald. Sie wird seit dem 1. Januar 2005 vom Amt Züssow mit Sitz in Züssow verwaltet. Bis zum 31. Dezember 2004 gehörte sie zum Amt Ziethen. Sie hat 445 Einwohner (Stand: 31. Dezember 2015).

## Geografie

### Geografische Lage
Groß Polzin liegt 10 Kilometer nordwestlich von Anklam und 14 km östlich von Gützkow. Östlich der Gemeinde verläuft die Bundesstraße 109. Die Bundesautobahn 20 ist über die Anschlussstelle Gützkow (17 km) erreichbar. Im Süden der Gemeinde verläuft die Peene. Über diese führt eine saisonale Personenfähre von Stolpmühl nach Stolpe an der Peene.

### Gemeindestruktur
| Ortsteile - Klein Polzin - Konsages - Pätschow - Quilow | - Stolpmühl - Vitense - Groß Polzin | Wüstungen und Wohnplätze - Cabowe (Wüstung) - Mudlimow (Wüstung) - Wamperin (Wüstung) |

### Nachbargemeinden
Nachbargemeinden sind: Schmatzin im N, Klein Bünzow im NO, Ziethen im O, Stolpe an der Peene im S, Neetzow-Liepen im SW und Gützkow, Stadt im W.

## Geschichte

Grenzsituation Stolpe – Stolpmühl (Schwedisch) 1760

Befestigung Stolpmühl-Quilow 1759 mit Wassermühle

### Konsages
Konsages wurde als Cossozuwe 1168 urkundlich erstmals erwähnt. Als slawische Gründung bedeutet es „Ort des Mähers“. Im 13. Jahrhundert wurde der Ort Cosauits und im 14. hieß er Konsawe.
Der Ort war im Besitz der Grafen von Gützkow bis zu deren Aussterben. Wahrscheinlich war es dann im Besitz der Herzöge, es gibt keine urkundlichen Besitzernachweise. Erst 1784 wurde Jochen Christoph Manthey als Besitzer genannt. Die Brüder Gustav Johann und Magnus Hermann von Wolffradt kauften das Gut, verkauften es aber kurz darauf 1798 an den Schwiegersohn ihres Onkels, das war Baron Friedrich Carl Ernst von Falkenstein. 1805 verkaufte dieser aber wieder an die Brüder von Below. Carl Heinrich von Below-Salchow-Jargelin war zu Beginn des 19. Jahrhunderts Grundherr in Konsages. Aber der Landrat Bleichert Wilhelm von Wolffradt (1736–1819) brachte dann den Besitz wieder in seine Familie zurück. Der Nachfahre Hermann von Wolffradt (1816–1841) stiftete dann vor 1849 testamentarisch ein Majorat für seinen Vetter Achim von Voß auf Lüssow, Owstin, Klein-Polzin und Conzages (damalige Schreibweise). Als Auflage galt die Doppelnamensführung von Voss-Wolffradt, auch für die Nachfahren, die zeitgleich durch den Landesherrn die Genehmigung erfuhr.
Das Gutshaus ist ein Fachwerkbau mit einem großzügig ausgebauten Mittelteil. Der weiß verputzte Mittelteil stellt einen Kontrast zu den übrigen Gebäudeteilen dar, die aus roten Backsteinen im Fachwerkstil gemauert wurden. Das Gutshaus liegt an der historischen Heerstraße, die von Anklam nach Greifswald führte. Ursprünglich war Konsages eine Krugwirtschaft. Später erfolgte der Ausbau zum Gutshof.
Konsages hatte 1868 75 Einwohner in 12 Familien, darunter 1 Pächter mit 8 Angehörigen, 4 Knechte und 5 Mägde, 9 männliche und 8 weibliche Tagelöhner, 2 Bewohner waren Almosenempfänger. An Gebäuden bestanden: 3 Wohn- und 11 Wirtschaftsgebäude.
Nach 1945 wohnten im Ort 14 Familien. Von 1954 bis 1958 befand sich im Gutshaus eine Poststelle. Von 1968 bis 1990 war hier eine Konsumverkaufsstelle.
Konsages hatte am 31. Dezember 2015 52 Einwohner mit Hauptwohnung und 6 mit Nebenwohnung.

### Stolpmühl
Die Wassermühle wurde bereits von den Mönchen aus Stolpe vom anderen Ufer der Peene angelegt, sie betrieben auch die Fähre vom Norden nach Stolpe. Das blieb auch im 19. Jahrhundert so bestehen.
Stolpmühl wurde 1782 als „Stolpe Mühle“ genannt.
1675 überschritten hier Teile der Streitkräfte des Großen Kurfürsten die Peene zur Eroberung Schwedisch-Pommerns. Der Ort bzw. die Mühle wurde auch 1694 in den Schwedenmatrikeln, 1759 und 1761 in den schwedischen Kriegskarten eingezeichnet. Dort befanden sich am Übergang zum Peenehochufer ausgedehnte Befestigungen der Schweden, weil die Peene seit 1720 Grenze zwischen Schwedisch-Vorpommern und Preußen war und zeitweise umkämpft wurde. Stolpe – Stolpmühl war neben Gützkow und Anklam ein wichtiger Peeneübergang von Süden nach Norden.
Stolpermühle hieß 1865 das Mühlengut, dessen Wassermühle nur als Nebenerwerb betrieben wurde, weil nur selten ein ausreichender Wasserstand im Stauteich vorhanden war. Besitzer war derzeit Ernst Hermann von Wolffradt auf Schlatkow. Der Ort hatte damals 40 Einwohner in 7 Familien, davon 1 Eigentümer mit 2 Angehörigen, 1 Wirtschafterin, 4 Knechte, 1 Magd, 2 männliche und 2 weibliche Tagelöhner, 2 Handwerker und 4 Dienstboten. Es bestanden 4 Wohn- und 5 Wirtschaftsgebäude, sowie 1 Wassermühle.
Heute bestehen nur noch wenige Grundmauern der Mühle, die Befestigungen wurden geschleift, Reste sind kaum noch erkennbar. Die Örtlichkeit gehört jetzt zu Quilow, es sind noch 2 Häuser vorhanden, deren Einwohner zu Quilow zählen.

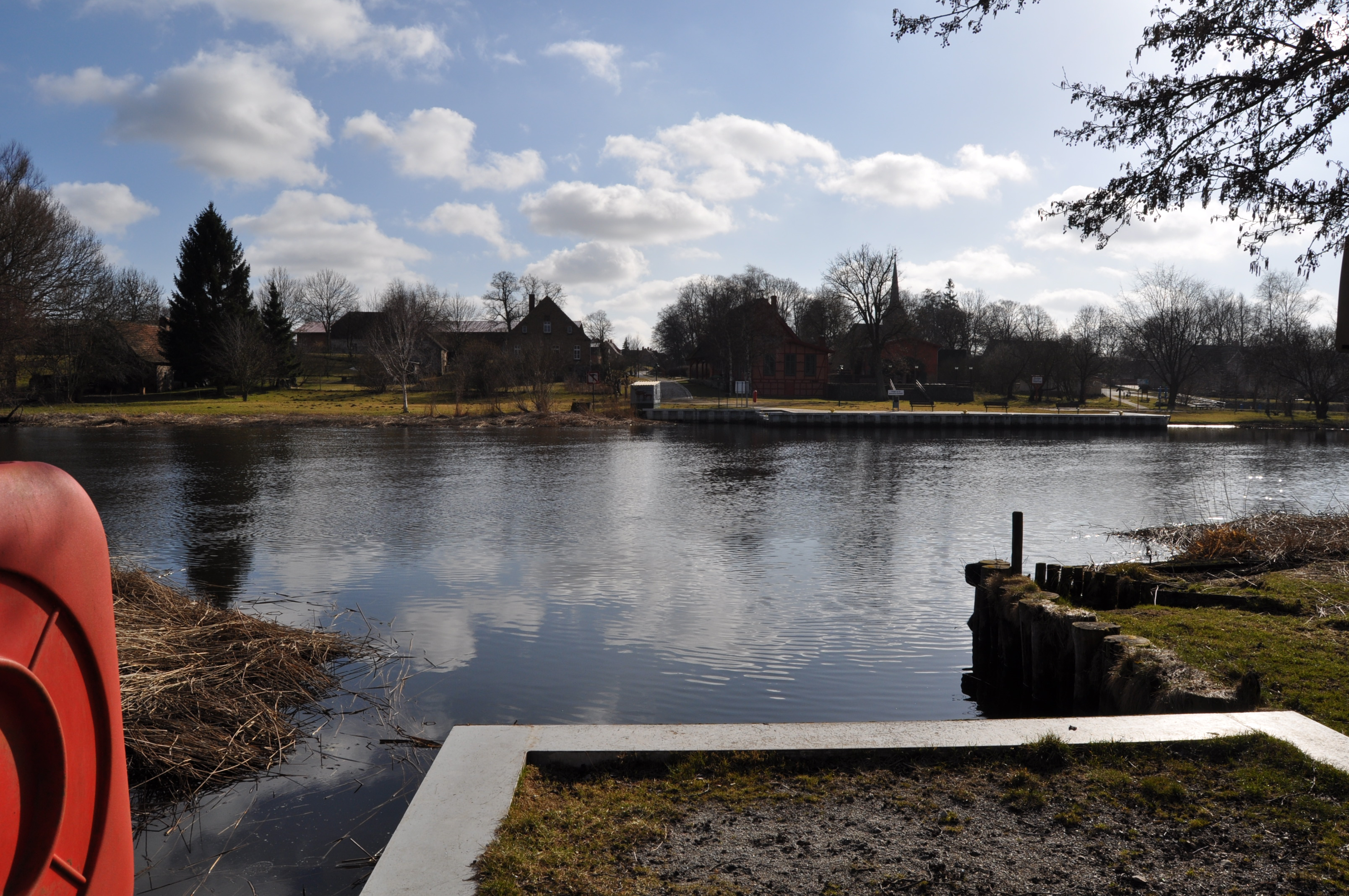
Fährstelle Stolpmühl-Stolpe

### Pätschow

Rittergut Pätschow 1909

Südöstlich des Dorfes gibt es mehrere bronzezeitliche Hügelgräber, die auf eine ältere Besiedlung schließen lassen. Nördlich von Pätschow sind archäologisch 2 Siedlungen aus der Slawenzeit nachgewiesen.
Pätschow wurde 1228 als „Petsecowe“ erstmals urkundlich genannt. Der offensichtlich slawische Name ist nicht gedeutet.
Im 15. Jahrhundert waren die von Horn und die von Owstin im Besitz des Rittergutes. Kurze Zeit später war dann das ganze Gut im Besitz derer von Horn. Bernhard Horn auf Schlatkow bezog 1514 Pächte aus Pätschow. 1570 wurde dann aber Petzkow von den Gebrüdern von Horn an Roloff von Owstin auf Quilow verpfändet. Fritz von Horn und sein Sohn wohnten weiter auf einem kleineren Anteil auf Pätschow. Christoph und Joachim von Owstin wurden 1602 vom Herzog Bogislaw X. erneut belehnt, nachdem ihre Vorfahren Hans und Claus bereits 1485 belehnt waren, aber nur mit einem Anteil.
1723 musste Berend Christoph von Owstin dann aber das Gut an Michel Kruse wegen eines Darlehens verpfänden. 1787 konnte Owstin das Gut aber nicht auslösen und so wurde es ordnungsgemäßes Eigentum von Johann Philipp Kruse unter Zuzahlung von 14.000 Thaler. Das Gut blieb im Besitz der Kruses bis 1850, dann ging es in den Besitz des Regierungsrates von Westrell zu Stralsund. 1862 ging dann der Besitz an Hans Dietrich von Zanthier (1821–1904) aus dem Hause Pütnitz, verheiratet mit Auguste von Santen. Ihre jüngsten beiden Kinder, Tochter Martha und der Sohn Heinrich Haubold sind in Pätschow geboren.
Pätschow hatte 1865 186 Einwohner in 25 Familien, darunter 1 Eigentümer mit 7 Angehörigen, 1 Verwalter, 12 Knechte und 5 Mägde, 20 männliche und 20 weibliche Tagelöhner, 1 Handwerker, 3 männliche und 3 weibliche Dienstboten. Gebäudebestand: 15 Wohn- und 14 Wirtschaftsgebäude, sowie 2 Fabrikgebäude, darunter 1 Windmühle.
In Pätschow gab des 1905 eine Kalkbrennerei und eine Torfgräberei. Der Verwalter des von Zanthierschen Rittergutes war Herr Meier. Vor 1914 ging das 673 ha Gut in bürgerliche Hände der Familie Hecker, die in der Region weitere Güter pachtete. Bis 1945 war die Familie Hecker im Besitz des Gutes, das sie nach dem Krieg in der Bodenreform verlor, aber nach 1990 wieder zurück erwarb. Die Gutsgebäude sind aber nur teilweise erhalten.
Pätschow hatte am 31. Dezember 2015 74 Einwohner mit Hauptwohnung und 5 mit Nebenwohnung.

### Quilow

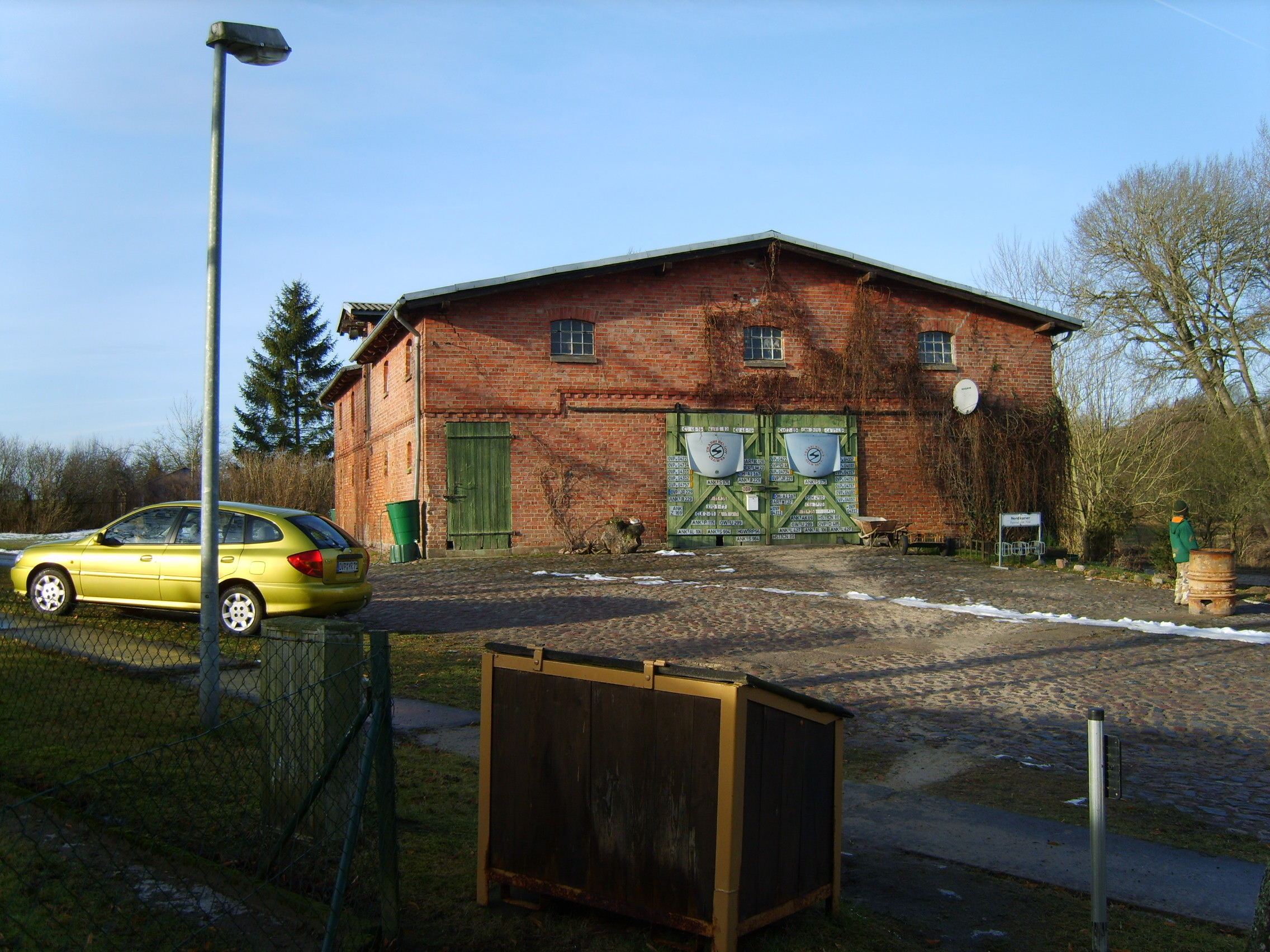
Die „Trabbi“-Scheune in Quilow – Nostalgiewerkstatt

Die erste urkundliche Erwähnung erfolgte 1172 als „villa Quilowe“, als Herzog Bogislaw I. Einnahmen aus dem Dorf dem Kloster Stolpe übereignete. Der slawische Name wird mit „Wehklage“ gedeutet. 1194 überwies der Siegfried I., Bischof von Cammin, dem Kloster den Bischofszehnten aus Quilow und weiteren Orten.
Quilow hatte mit Stolpmühl am 31. Dezember 2015 89 Einwohner mit Hauptwohnung und 7 mit Nebenwohnung.

### Vitense
Zwischen Vitense und Quilow wurde ein Einzelfund einer neolithischen Trogmühle (5500 bis 1800 vdZ) geborgen, daneben befindet sich ein bronzezeitliches Hügelgrab (1800 bis 600 vdZ). Östlich neben dem Wohnort Vitense liegt eine archäologisch nachgewiesene spätslawische Siedlung (1000 bis 1200). Daran ist zu erkennen, dass die Gegend früh und durchgehend besiedelt war.
Vitense wurde als Vitenze 1186, aber auch im gleichen Jahr schon mit dem aktuellen Namen erstmals urkundlich genannt. Der Name wird auch mit „Wikingerort“ gedeutet. Das hat vielleicht mit der Nähe zur Wikingersiedlung bei Menzlin an der Peene zu tun. Im Laufe der Zeit sind auch noch andere Schreibweisen übermittelt, der Ort wurde sogar lange als Wittensee eingedeutscht.
Das Gut lag südlich und das Wohndorf nördlich der Straße Gützkow – Ziethen, der heutigen L 263. Das ist eigentlich ein Novum, denn beide liegen ca. 600 m auseinander. Das ist wohl den geologischen Gegebenheiten des früher bestehenden Dorfes geschuldet, denn das Gut entstand später, das Dorf ist von Söllen, Senken und sumpfigen Wiesen umgeben, die den Bau des größeren Gutes behinderten.
Das Ackerwerk war von Anfang an herzoglicher Besitz und wurde an die Kirche von Kammin verschenkt, die es 1531 an Hans von Owstin auf Quilow verkaufte. Es war dann zwar Rittergut, aber nur Pertinenz zu Quilow. Deshalb wechselte später der Besitz, wie bei Quilow – siehe dort.
Vitense hatte 1865 108 Einwohner in 14 Familien, darunter 1 Verwalter, 1 Wirtschafterin, 6 Knechte und 1 Magd, 21 männliche und 20 weibliche Tagelöhner, das Dorf hatte 1 Almosenpflichtigen. Gebäudebestand: 6 Wohn- und 8 Wirtschaftsgebäude, sowie 2 Fabrikgebäude.
Gegenwärtig ist vom Gut nichts mehr zu erkennen, nach der Bodenreform 1945 wurde Gutsanlage nebst Umfeld überbaut, das Wohndorf dagegen wurde wegen der alten Bausubstanz immer kleiner.
Vitense hatte am 31. Dezember 2015 36 Einwohner mit Hauptwohnung und 4 mit Nebenwohnung.

### Groß Polzin

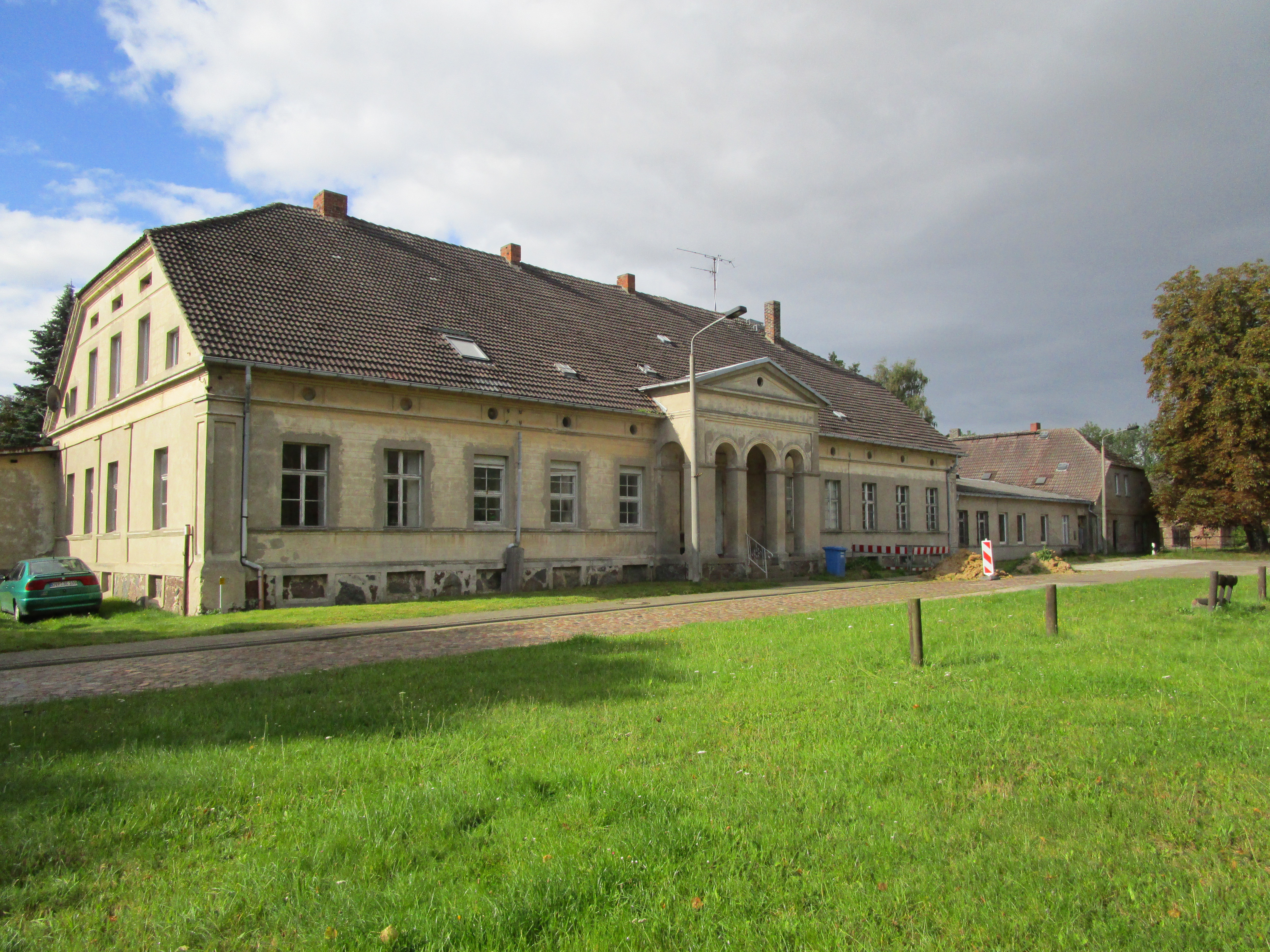
Gutshaus Groß Polzin

Groß Polzin wurde 1172 als „Poluziz“ erstmals urkundlich genannt. Der Name bedeutet slawisch „Holzstück“. Groß Polzin war ein Landgut ohne ritterschaftliche Vorrechte.
Groß Polzin war ursprünglich ein Anger- und Gutsdorf, das bedeutet, dass sich das dominierende Gut am Anger befindet, wie auch die langgestreckte Landarbeiterkatenzeile. Erst nach dem Krieg wandelte sich die Dorfform in ein Straßendorf um.
Das Gut hatte bereits nach 1835 und besonders um 1880 laut MTB eine ansprechende Größe erreicht. Es hatte einen mit einer Feldsteinmauer umgebenen Park, der nach den Kartendarstellungen recht anspruchsvoll gestaltet war.
1868 hatte das Dorf 120 Einwohner in 28 Familien, darunter 1 Eigentümer mit 5 Familienangehörigen, 1 Verwalter, 9 Knechte, 5 Mägde, 13 männliche und 18 weibliche Tagelöhner, sowie 1 Handwerker. Im Ort waren 5 Almosenempfänger. An Gebäuden waren vorhanden: 10 Wohn- und 20 Wirtschaftsgebäude. Zu der Zeit war A. Westphal-Rewoldt Besitzer des Gutes. Sonst ist dazu nichts weiter bekannt. 1905 war immer noch A. Westphal der Gutseigentümer. Nach dem Pommerschen Güter-Adressbüchern von 1914 und der Ausgabe 1939 war der königliche Ober-Amtmann Wilhelm Hecker zu Pätschow Besitzer des 512 ha großen Rittergutes Groß Polzin. Ende der 1930er Jahre wurde ein Verwalter eingesetzt, Walter Riehmer. Der Gutsumfang blieb relativ konstant, zuletzt 495 ha.
Zu DDR-Zeiten nahm Groß Polzin einen ordentlichen Aufschwung. Die LPG „Freier Bauer“ hatte das Gut bewirtschaftet, es wurde eine große Gärtnerei mit Treibhäusern aufgebaut. Für die LPG und die Gärtnerei wurde eine Berufsausbildung mit einem Wohnheim eingerichtet. Für die Mitarbeiter entstand ein Wohnblock. Das Dorf entwickelte sich entlang der Hauptstraße Gützkow - Ziethen mit Siedlungshäusern nach der Bodenreform, sowie Eigenheime für die späteren LPG-Mitarbeiter.
Für das Dorf und die LPG wurde in den 1960er Jahren ein Kulturhaus mit großem Veranstaltungssaal und einer Speisegaststätte an der Hauptstraße gebaut und vielseitig genutzt.
Die LPG hatte später weitere Wirtschaftsgebäude als größeren Komplex errichtet, besonders in Richtung Quilow. Dieser ist heute modernisiert und weiter als Lagerkomplex mit einer umfangreichen Solaranlage genutzt.
Nach 1990 gab es wie überall viele Probleme. Die Gärtnerei, die Berufsausbildung, das Kulturhaus und LPG wurden „abgewickelt“. Gärtnerei und Kulturhaus wurden nach und nach verwüstet.
Das Gut ist noch heute relativ gut und fast komplett erhalten, auch wenn überwiegend ein Leerstand und beginnender Verfall zu konstatieren ist. Das Gutshaus war bis vor einigen Jahren Sitz der Gemeindeverwaltung.
2009 wurde westlich des Ortes die OPAL-Gasleitung verlegt und 2011 am Ort eine Sperr- und Verdichterstation in Betrieb genommen.
Seit 2015 wird die Gärtnerei privat wieder reaktiviert.
Groß Polzin hatte am 31. Dezember 2015 131 Einwohner mit Hauptwohnung und 9 mit Nebenwohnung.

### Klein Polzin

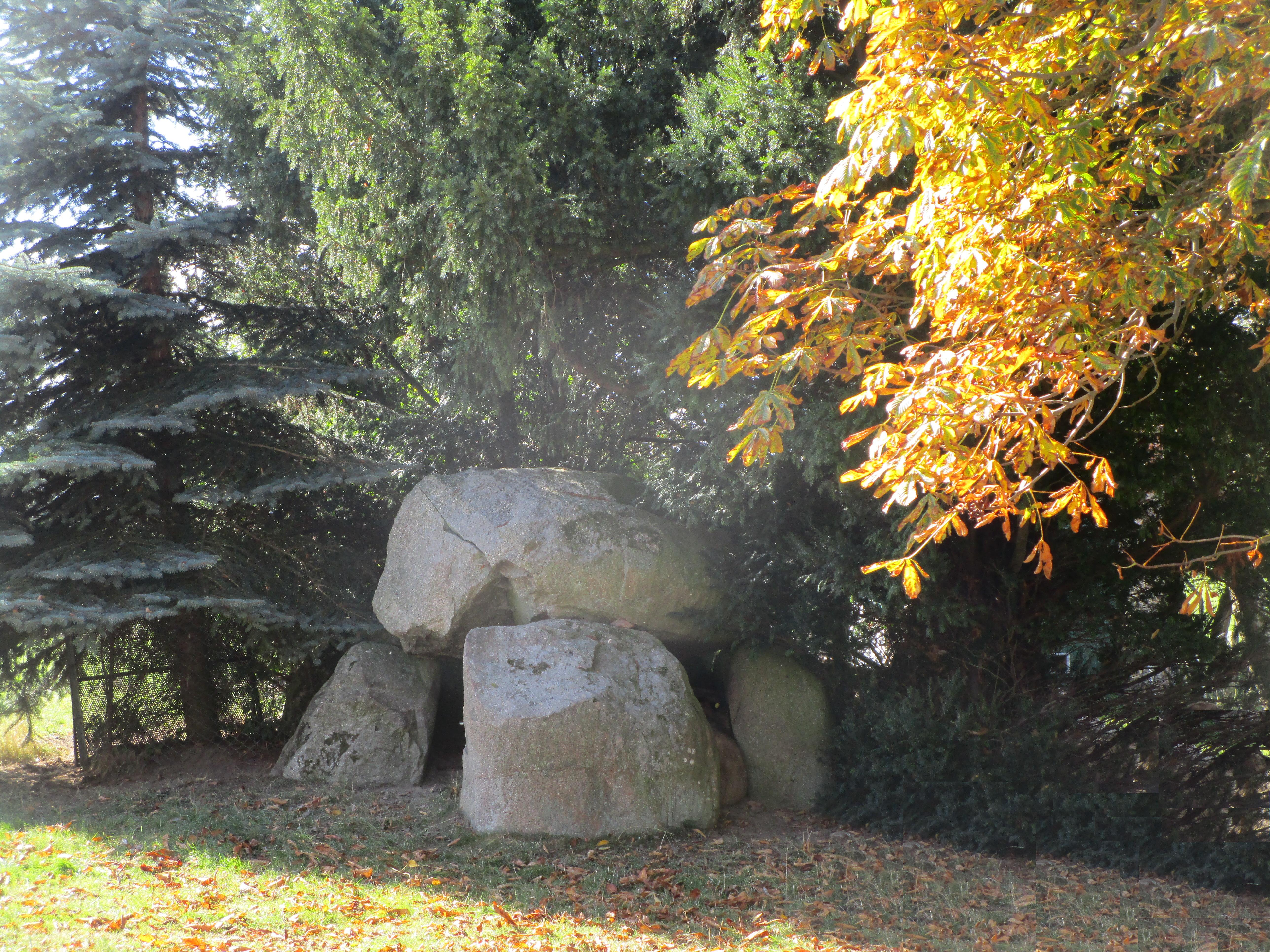
Großsteingrab Klein Polzin - westlich im Hof Schelle

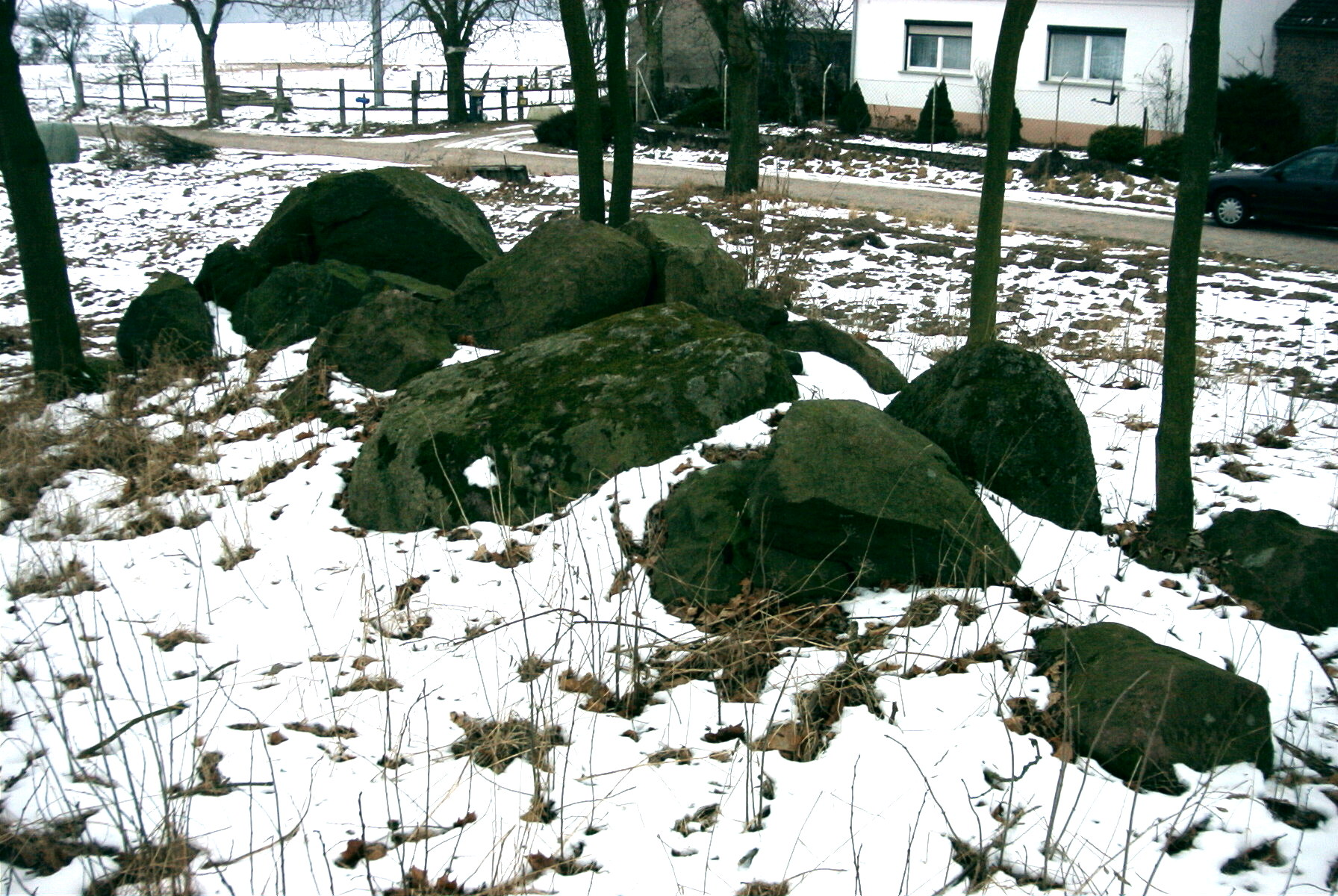
Großsteingrab Klein Polzin - östlich

Eine frühe Besiedlung wird durch die drei bedeutenden Großsteingräber aus dem Neolithikum (5500 bis 1800 vdZ) im und am Hof Schnelle in Klein Polzin dokumentiert.
Herzog Philipp Julius verlieh 1614 dem Oswald Suawe (Schwabe) zu Schmatzin die 2 Höfe zu Polzin, nach dem Aussterben der Suawe gehörte es Capitain Bengt Börsen (Schwede?), von dem kaufte Berend Wolffradt auf Lüssow 1654 das Gut. Klein Polzin als Rittergut bestand nur aus zwei ausgebauten Bauernhöfen und gehörte seit 1842 Hermann Wilhelm Carl Gustav von Wolffradt auf Lüssow, Pächter war C. Prützmann.
Klein Polzin wurde namentlich als solches erstmals 1851 genannt. Name und Bedeutung siehe Groß Polzin. 1865 hatte Klein Polzin 35 Einwohner in 5 Familien, darunter 1 Pächter mit 5 Familienangehörigen, 8 Knecht, 4 Mägde, 4 männliche und 4 weibliche Tagelöhner. Es waren 3 Wohn- und 4 Wirtschaftsgebäude vorhanden. 1914 gehörte Gut Klein Polzin mit 211 ha immer noch zum Gesamtbesitz derer von Voss-Wolffradt-Lüssow.
Klein Polzin hatte am 31. Dezember 2015 konkret 29 Einwohner mit Hauptwohnung und 3 mit Nebenwohnung.
Cabowe (Wüstung)
Der Ort wurde als Chabowe erstmals 1182 urkundlich erwähnt, dann bis 1304 mit unterschiedlichen Schreibweisen, bis er in dem Jahr mit dem Namen Cabowe aus den Aufzeichnungen verschwand. Cabowe lässt sich nicht genau lokalisieren, es soll in der Nähe des nördlichen Peenehochufers zwischen Lüssow und Stolpmühl gelegen haben. Auch archäologische Nachweise sind bislang nicht gelungen, lediglich südöstlich von Pätschow ist ein Hügelgräberfeld bekannt, das auf die Nähe einer Siedlung hinweist. Der slawische Name wird als Buschort gedeutet.
Mudlimow (Wüstung)
Mudlimow wurde als solches 1214 erstmals urkundlich erwähnt. Es lag zwischen Pätschow und Quilow. Letztmals wurde es 1304 erwähnt und ist seitdem wüst, die genaue Lage war nicht zu ermitteln. Es gibt dort im Bereich der Peeneberge mehrere bronzezeitliche Hügelgräber, aber sonst keinen archäologischen Siedlungsnachweis.
Wamperin (Wüstung)
Wamperin wurde 1214 erstmals urkundlich als solches genannt. Es ist nicht exakt zu lokalisieren, soll in der Feldmark Quilow - Polzin gelegen haben. Noch 1868 wird es bei Berghaus genannt. Auch hierfür gibt es bislang keine archäologischen Belege.

## Religion

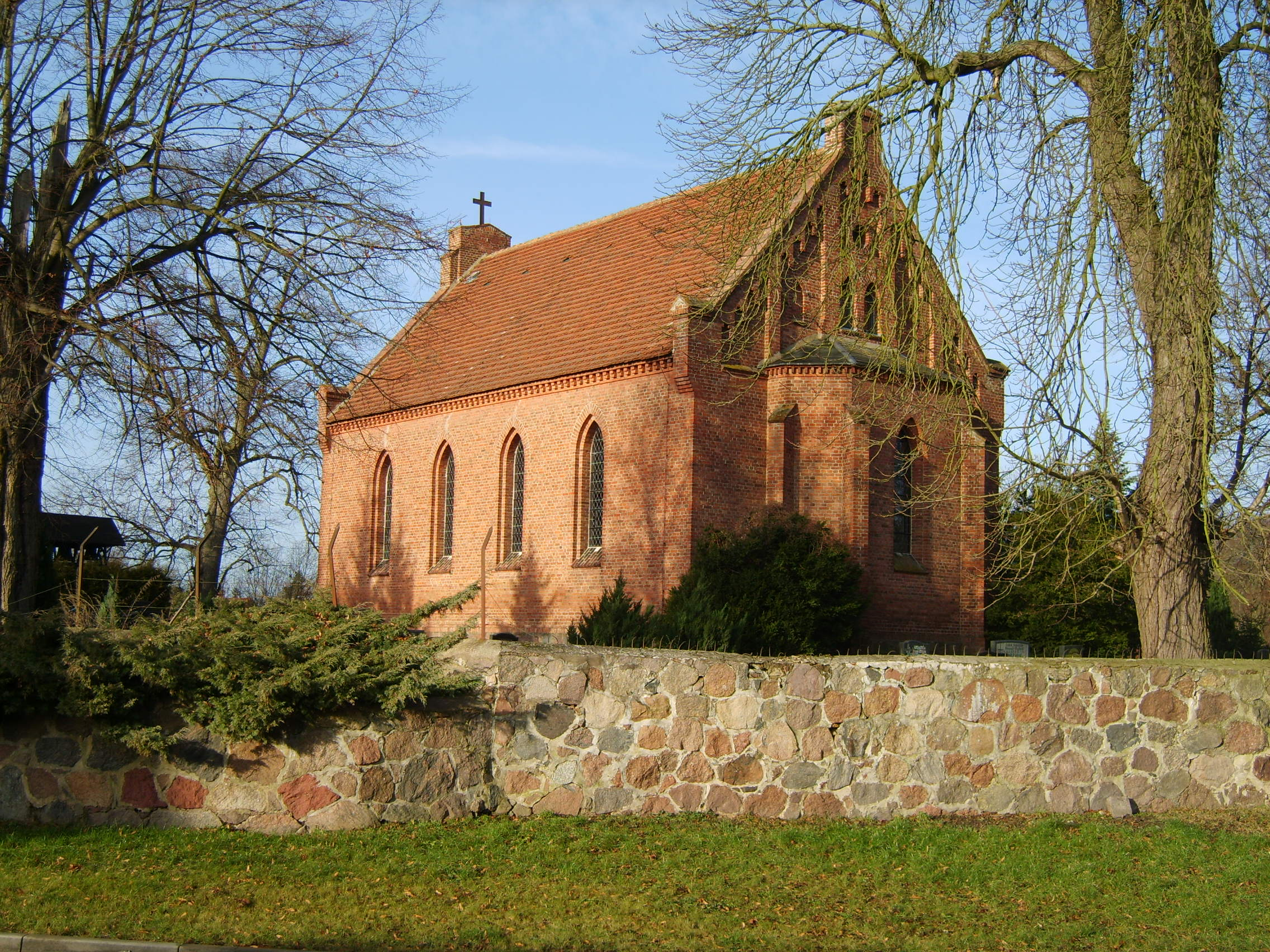
Ev.-luth. Dorfkirche Quilow

30 % der Einwohner der Gemeinde sind evangelisch, nur 1 % katholisch. Einziges Kirchengebäude in der Gemeinde ist die Dorfkirche Quilow, die zur Kirchengemeinde Ziethen in der Propstei Demmin der Evangelisch-Lutherischen Kirche in Norddeutschland gehört. Die wenigen Katholiken sind der Pfarrei St. Otto Usedom-Anklam-Greifswald des Erzbistums Berlin zugeordnet, deren nächste Kirche St. Salvator (Anklam) ist.

## Politik

### Gemeindevertretung und Bürgermeister
Der Gemeinderat besteht (inkl. Bürgermeister) aus 6 Mitgliedern. Die Wahl zum Gemeinderat am 26. Mai 2019 hatte folgende Ergebnisse:
| Partei/Bewerber                 | Prozent | Sitze |
| ------------------------------- | ------- | ----- |
| Wählergruppe Quilow             | 46,51   | 3     |
| CDU                             | 32,20   | 2     |
| WG Initiativen für Anklam e. V. | 11,24   | 1     |

Bürgermeister der Gemeinde ist Sebastian Hornburg (CDU), er wurde mit 50,99 % der Stimmen gewählt.

### Wappen, Flagge, Dienstsiegel
Die Gemeinde verfügt über kein amtlich genehmigtes Hoheitszeichen, weder Wappen noch Flagge. Als Dienstsiegel wird das kleine Landessiegel mit dem Wappenbild des Landesteils Vorpommern geführt. Es zeigt einen aufgerichteten Greifen mit aufgeworfenem Schweif und der Umschrift „GEMEINDE GROß POLZIN * LANDKREIS VORPOMMERN-GREIFSWALD“.

## Sehenswürdigkeiten
- Gutshaus, jetzt Gemeindeamt Groß Polzin
- Personenfähre über die Peene bei Stolpmühl nach Stolpe
- Kirche, Kirchhof und Glockenstuhl Quilow
- Wasserschloss Quilow
- 3 Großsteingräber im und am Hof Schnelle in Klein Polzin
- „Trabbi“-Scheune in Quilow
- Dorfteichanlagen und saisonaler Infoladen im ehemaligen Feuerwehrhaus Quilow
- Turmhügel Konsages